# Лисун мармуровий
Лисун мармуровий (Pomatoschistus marmoratus) є дрібно-розмірною прибережною рибою родини Бичкових. Поширений в східній Атлантиці (біля Іберійського півострова), Середземному, Чорному і Азовському морях, Суецькому каналі і озері Карун в Єгипті.